# 호스틸
《호스틸》(영어: Hostile)는 프랑스의 드라마, 공포 영화로 마티유 투리가 감독, 각본을 맡았다. 대한민국에서는 2018년 8월 23일 개봉되었다.

## 줄거리
더 이상 인간이 살아갈 수 없게 되어버린 세계. 캠프로 돌아오던 줄리엣은 최악의 교통사고를 겪는다. 전복되어버린 차 안, 깨어난 줄리엣은 부러진 다리로 탈출구 없는 어둠 속에 갇히고 마는데...
정체를 알 수 없는 ‘그들’이 그녀의 차를 덮치기 시작한다. 도대체 이 차 밖에는 무슨 일이 일어 난 것일까? 어떤 것도 믿을 수 없다! 눈 앞에서 무너지는 당신의 예상을 목격하라!

## 출연진
주연
- 브리터니 애쉬워스 - 줄리엣 역
- 그레고리 피투씨 - 잭 역

조연
- 하비에르 보텟
- 제이 베네딕
- 데이빗 가스망 - 해리 역
- 모하메드 아루씨 - 보스 역